# Río Utamboni
Río Utamboni (także Temboni i Mtemboni) – rzeka w południowej części kontynentalnej Gwinei Równikowej. Wypływa na głównej równinie kraju, niedaleko miejscowości Miseigue i płynie w kierunku południowo-zachodnim do estuarium rzeki Muni. w dolnym odcinku tworzy granicę z Gabonem.